# Gare de Muizon
La gare de Muizon est une gare ferroviaire française de la ligne de Soissons à Givet, située sur le territoire de la commune de Muizon, dans le département de la Marne en région Grand Est. 
C'est une halte voyageurs de la Société nationale des chemins de fer français (SNCF), desservie par des trains TER Grand Est.

## Situation ferroviaire
Établie à 72 mètres d'altitude, la gare de Muizon est située au point kilométrique (PK) 44,3 de la ligne de Soissons à Givet entre les gares ouvertes de Jonchery-sur-Vesle et de Reims.
Elle dépend de la région ferroviaire de Reims. Elle dispose de deux voies principales (V1 et V2) et de deux quais d'une « longueur continue maximale » (longueur utile) de 100 m pour le quai de la voie V1 et de 100 m pour le quai de la voie V2.

## Histoire
La gare de Muizon est inaugurée le 16 avril 1862 par la Compagnie des chemins de fer des Ardennes lors de la mise en service de la section de Soissons à Reims de la ligne de Soissons à Givet.
Le bâtiment voyageurs date de l'ouverture de la ligne, il est notamment identique à ceux des gares de Monthermé et Deville.
Il s'agit d'un bâtiment standard de la Compagnie des Ardennes qui comporte un corps central à deux étages de trois travées sous toiture à deux versants ainsi que deux ailes symétriques. Il s'agit d'ailes à toit plat de deux étages, très courtes et plus étroites que le reste du bâtiment.
Tous les percements recourent à l'arc bombé ; la façade est recouverte d'enduit et comporte des pilastres, bandeaux et encadrements en pierre de taille.
Ce bâtiment fut détruit au cours de la Première Guerre mondiale. La ligne entre Muizon et Reims fut un élément essentiel de l'alimentation du front durant la Première Guerre mondiale avec la gare terminale de Muizon.
Un bâtiment de gare « Est » type « Reconstruction » munie d'un petit logement de fonction et d'une aile de trois travées sous toiture à demi-croupes a été bâti après le conflit.
Afin de rapprocher la gare de Muizon de ses habitants l’emplacement de la gare a été changé[Quand ?] et la nouvelle gare de Muizon se trouve à deux kilomètres de l'ancienne. Le bâtiment voyageurs de l'ancienne gare, construit après la guerre, est devenu une habitation privée. À proximité de la nouvelle gare se trouve une maison de garde barrière de style « Reconstruction », également reconverti en habitation.

## Fréquentation
Selon les estimations de la SNCF, la fréquentation annuelle de la gare figure dans le tableau ci-dessous
.
| Année     | 2015   | 2016   | 2017   | 2018   | 2019   | 2020   | 2021   | 2022    | 2023    | 2024    |
| --------- | ------ | ------ | ------ | ------ | ------ | ------ | ------ | ------- | ------- | ------- |
| Voyageurs | 83 049 | 82 000 | 77 331 | 65 407 | 73 393 | 80 902 | 91 852 | 116 235 | 132 055 | 140 142 |

## Service des voyageurs

### Accueil
Halte SNCF, c'est un point d'arrêt non géré (PANG) à entrée libre. Elle est équipée d'automates pour l'achat de titres de transport

### Desserte
Muizon est desservie par les trains des réseaux TER Grand Est, qui effectuent des missions entre les gares de Fismes et de Reims.

### Intermodalité
Un parc à vélos et un parking pour les véhicules sont aménagés.